# NGC 4425
NGC 4425 (również PGC 40816 lub UGC 7562) – galaktyka spiralna z poprzeczką (SB0-a), znajdująca się w gwiazdozbiorze Panny. Odkrył ją William Herschel 17 kwietnia 1784 roku. Należy do Gromady w Pannie.